# Resolutie 1298 Veiligheidsraad Verenigde Naties
Resolutie 1298 van de Veiligheidsraad van de Verenigde Naties werd unaniem door de VN-Veiligheidsraad aangenomen op 17 mei 2000. De resolutie legde een wapenembargo van één jaar op tegen Eritrea en Ethiopië, die een grensconflict uitvochten.

## Achtergrond
Na de Tweede Wereldoorlog werd Eritrea bij Ethiopië gevoegd als een federatie. In 1962 maakte keizer Haile Selassie er een provincie van, waarop de Eritrese Onafhankelijkheidsoorlog begon. In 1991 bereikte Eritrea na een volksraadpleging die onafhankelijkheid. Er bleef echter onenigheid over een aantal grensplaatsen. In 1998 leidde een grensincident tot een oorlog waarbij tienduizenden omkwamen. Pas in 2000 werd een akkoord bereikt en een 25 kilometer brede veiligheidszone ingesteld die door de UNMEE-vredesmacht werd bewaakt. Een gezamenlijke grenscommissie wees onder meer de stad Badme toe aan Eritrea, maar jaren later werd het gebied nog steeds door Ethiopië bezet.

## Inhoud

### Waarnemingen
Met resolutie 1227 had de Veiligheidsraad er bij alle landen op aangedrongen de wapenverkopen aan Eritrea en Ethiopië stop te zetten. Men was ontstemd over de voortdurende gevechten tussen die twee landen en betreurde dat alle middelen in die landen naar de oorlog gingen wat een negatief effect had op de aan de gang zijnde voedselcrisis. Er was nood aan een vreedzame oplossing en eerste gesprekken waren net afgelopen.

### Handelingen
De gevechten tussen Eritrea en Ethiopië werden sterk veroordeeld en de Veiligheidsraad eiste dat beide partijen zich terugtrokken en de gesprekken zo snel mogelijk hervatten.
Alle landen moesten de verkoop van wapens, munitie en alle aanverwante technische ondersteuning of opleiding aan Eritrea en Ethiopië verbieden. Enkel niet-dodelijke militaire uitrusting voor humanitair gebruik was hiervan uitgesloten. Er werd ook een comité opgericht om toe te zien op de naleving van deze maatregelen en te bepalen welke zaken ervan uitgesloten waren. Alle landen moesten ook binnen de dertig dagen rapporteren welke stappen ze hadden ondernomen om de maatregelen in de praktijk te brengen. Ten slotte werd bepaald dat de maatregelen voor twaalf maanden zouden gelden.

## Verwante resoluties
- Resolutie 1227 Veiligheidsraad Verenigde Naties (1999)
- Resolutie 1297 Veiligheidsraad Verenigde Naties
- Resolutie 1312 Veiligheidsraad Verenigde Naties
- Resolutie 1320 Veiligheidsraad Verenigde Naties

Lijst ·  1285 ·  1286 ·  1287 ·  1288 ·  1289 ·  1290 ·  1291 ·  1292 ·  1293 ·  1294 ·  1295 ·  1296 ·  1297 ·  1298 ·  1299 ·  1300 ·  1301 ·  1302 ·  1303 ·  1304 ·  1305 ·  1306 ·  1307 ·  1308 ·  1309 ·  1310 ·  1311 ·  1312 ·  1313 ·  1314 ·  1315 ·  1316 ·  1317 ·  1318 ·  1319 ·  1320 ·  1321 ·  1322 ·  1323 ·  1324 ·  1325 ·  1326 ·  1327 ·  1328 ·  1329 ·  1330 ·  1331 ·  1332 ·  1333 ·  1334